# Liste der Kulturdenkmäler in Albungen
Die folgende Liste enthält die in der Denkmaltopographie ausgewiesenen Kulturdenkmäler auf dem Gebiet des Ortsteils Albungen der  Stadt Eschwege, Werra-Meißner-Kreis, Hessen.
Hinweis: Die Reihenfolge der Denkmäler in dieser Liste orientiert sich an der Anschrift, alternativ ist sie auch nach der Bezeichnung, der vom Landesamt für Denkmalpflege vergebenen Nummer oder der Bauzeit sortierbar.
Kulturdenkmäler werden fortlaufend im Denkmalverzeichnis des Landes Hessen durch das Landesamt für Denkmalpflege Hessen auf Basis des Hessischen Denkmalschutzgesetzes (HDSchG) geführt. Die Schutzwürdigkeit eines Kulturdenkmals hängt nicht von der Eintragung in das Denkmalverzeichnis des Landes Hessen oder der Veröffentlichung in der Denkmaltopographie ab.

Das Vorhandensein oder Fehlen eines Objekts in dieser Liste ist keine rechtsverbindliche Auskunft darüber, ob es Kulturdenkmal ist oder nicht: Diese Liste entspricht möglicherweise nicht dem aktuellen Stand der offiziellen Denkmaltopographie. Diese ist für Hessen in den entsprechenden Bänden der Denkmaltopographie Bundesrepublik Deutschland und im Internet unter DenkXweb – Kulturdenkmäler in Hessen einsehbar. Auch diese Quellen sind, obwohl sie durch das Landesamt für Denkmalpflege Hessen aktualisiert werden, nicht immer aktuell, da es im Denkmalbestand immer wieder Änderungen gibt.
Eine verbindliche Auskunft erteilt allein das Landesamt für Denkmalpflege Hessen.
Nutze diese Kartenansicht, um Koordinaten in der Liste zu setzen. In dieser Kartenansicht sind Kulturdenkmale ohne Koordinaten mit einem roten bzw. orangen Marker dargestellt und können in der Karte gesetzt werden. Kulturdenkmale ohne Bild sind mit einem blauen bzw. roten Marker gekennzeichnet, Kulturdenkmale mit Bild mit einem grünen bzw. orangen Marker.

## Albungen
| Bild                                                                 | Bezeichnung                                | Lage                                                                 | Beschreibung | Bauzeit         | Objekt-Nr. |
| -------------------------------------------------------------------- | ------------------------------------------ | -------------------------------------------------------------------- | --- | --------------- | ---------- |
| Bild gesucht BW                                                      | Gesamtanlage An der Ziegelei               | An der Ziegelei 2 Lage                                               | |                 | 39927 DDB  |
| Bild gesucht BW                                                      | Gesamtanlage Albungen                      | Burgstraße, Kirchstraße, Bilsteinstraße, Fährgasse und Hardtweg Lage | |                 | 39926 DDB  |
| weitere Bilder                                                       | Gutshof                                    | Bilsteinstraße 16 LageFlur: 6, Flurstück: 54/6                       | |                 | 39928 DDB  |
| Bild gesucht BW                                                      | Wohnhaus                                   | Bilsteinstraße 20 LageFlur: 6, Flurstück: 43/4                       | |                 | 39929 DDB  |
| weitere Bilder                                                       | Fachwerkwohnhaus                           | Bilsteinstraße 22/24 LageFlur: 6, Flurstück: 44/2, 44/3              | |                 | 39930 DDB  |
| weitere Bilder                                                       | Fachwerkwohnhaus                           | Bilsteinstraße 27 LageFlur: 6, Flurstück: 39/1                       | |                 | 39931 DDB  |
| Bild gesucht BW                                                      | Wohnhaus                                   | Bilsteinstraße 29 LageFlur: 6, Flurstück: 38/1                       | |                 | 39932 DDB  |
| Bild gesucht BW                                                      | Hofanlage                                  | Burgstraße 2 LageFlur: 6, Flurstück: 46/2                            | |                 | 39933 DDB  |
| Bild gesucht BW                                                      | Wohnhaus                                   | Burgstraße 3 LageFlur: 5, Flurstück: 69/2                            | |                 | 39934 DDB  |
| Bild gesucht BW                                                      | Fachwerkwohnhaus                           | Burgstraße 4 LageFlur: 6, Flurstück: 51/1                            | |                 | 39935 DDB  |
| Bild gesucht BW                                                      | Fachwerkwohnhaus                           | Burgstraße 6 LageFlur: 6, Flurstück: 52                              | |                 | 39936 DDB  |
| Bild gesucht BW                                                      | Fachwerkgebäude                            | Burgstraße 7 LageFlur: 5, Flurstück: 73/4                            | |                 | 39937 DDB  |
| Bild gesucht BW                                                      | Hofanlage                                  | Burgstraße 8 LageFlur: 6, Flurstück: 56/1                            | |                 | 39938 DDB  |
| Bild gesucht BW                                                      | Fachwerkwohnhaus                           | Burgstraße 12 LageFlur: 6, Flurstück: 71/2                           | |                 | 39939 DDB  |
| Bild gesucht BW                                                      | Wohnhaus                                   | Fährgasse 2 LageFlur: 5, Flurstück: 66/1                             | |                 | 39941 DDB  |
| Fährgasse 3 auf der linken Seite                                     | Fachwerkwohnhaus                           | Fährgasse 3 LageFlur: 5, Flurstück: 62/3                             | |                 | 39942 DDB  |
| Bild gesucht BW                                                      | Fachwerkwohnhaus                           | Fährgasse 5 LageFlur: 5, Flurstück: 64/3                             | |                 | 39943 DDB  |
| weitere Bilder                                                       | Burgruine Billstein                        | Höllental LageFlur: 11, Flurstück: 1/10                              | Westlich des Ortes gelegene Burgruine und Stammsitz der 1301 ausgestorbenen Grafen von Bilstein. Geringe Mauerreste, Spuren von einem Keller und einem Brunnen. |                 | 39944 DDB  |
| Bild gesucht BW                                                      | Hohe Schanze oder auch 'Hohenstaufschanze' | Höllental LageFlur: 11, Flurstück: 1/10                              | |                 | 39945 DDB  |
| Bild gesucht BW                                                      | 'Schanze' oder auch 'Auf der Schanze'      | Höllental LageFlur: 11, Flurstück: 1/10                              | |                 | 39946 DDB  |
| Reste der Schnepfenburg                                              | Reste der Schnepfenburg                    | Höllental LageFlur: 11, Flurstück: 1/10                              | |                 | 39947 DDB  |
| Kirchstraße 1 ist das Haus mit Walmdach und Solaranlage auf dem Dach | Hofanlage                                  | Kirchstraße 1 LageFlur: 6, Flurstück: 37/1                           | |                 | 39948 DDB  |
| Kirchstraße 3 ist das Haus rechts neben Nummer 1                     | Fachwerkwohnhaus                           | Kirchstraße 3 LageFlur: 6, Flurstück: 29/3, 33, 34                   | |                 | 39949 DDB  |
| Bild gesucht BW                                                      | Hofanlage Kirchstraße 5/7                  | Kirchstraße 5/7 LageFlur: 6, Flurstück: 27/1, 29/1                   | |                 | 39951 DDB  |
| Bild gesucht BW                                                      | Ehemalige Schule                           | Kirchstraße 6 LageFlur: 5, Flurstück: 48                             | |                 | 39952 DDB  |
| Bild gesucht BW                                                      | Fachwerkwohnhaus                           | Kirchstraße 9 LageFlur: 6, Flurstück: 26/1                           | |                 | 39953 DDB  |
| Bild gesucht BW                                                      | Wohnhaus                                   | Kirchstraße 11 LageFlur: 6, Flurstück: 14/1                          | |                 | 39954 DDB  |
| Bild gesucht BW                                                      | Wohnhaus                                   | Kirchstraße 12 LageFlur: 5, Flurstück: 102/37                        | |                 | 39955 DDB  |
| weitere Bilder                                                       | Evangelische Kirche Albungen               | Kirchstraße 13 LageFlur: 6, Flurstück: 15, 16/7, 24/7                | Anspruchsloser Saalbau mit barockem Haubendachreiter, 1890 erneuert. Frühromanische Bronzeglocke und Emporen von 1621 und 1695. | 17. Jahrhundert | 39957 DDB  |
| Bild gesucht BW                                                      |                                            | Kirchstraße 17 LageFlur: 6, Flurstück: 11/1                          | |                 | 39956 DDB  |
| Bild gesucht BW                                                      | Wohnhaus                                   | Kirchstraße 21 LageFlur: 6, Flurstück: 8/1                           | |                 | 39958 DDB  |
| Bild gesucht BW                                                      | Wohnhaus                                   | Kirchstraße 25 LageFlur: 6, Flurstück: 3/1                           | |                 | 39959 DDB  |
| Bild gesucht BW                                                      | Fachwerkwohnhaus                           | Kleine Gasse 1 LageFlur: 6, Flurstück: 76                            | |                 | 39960 DDB  |
| Bild gesucht BW                                                      | Kupferbergwerk                             | Schiefe Seite LageFlur: 6, Flurstück: 4/5                            | |                 | 39963 DDB  |
| Bild gesucht BW                                                      | Gutshof Fürstenstein                       | Schloßberg LageFlur: 9, Flurstück: 4/7, 6, 7/1, 8                    | Westlich der Burg Fürstenstein vorgelagerter Wirtschaftshof mit Inschrift 1696 an der Tordurchfahrt und an einem Portal des Südflügels gekennzeichnet. |                 | 39962 DDB  |
| Bild gesucht BW                                                      | Brunnenanlage                              | Schloßberg LageFlur: 9, Flurstück: 4/6                               | |                 | 39964 DDB  |
| weitere Bilder                                                       | Burg Fürstenstein                          | Schloßberg LageFlur: 9, Flurstück: 10, 4/6, 4/7, 4/8, 9              | Unregelmäßig viereckige Hauptburg mit spätgotischem Wohnturm und seitlichen Fachwerk-Treppentürmchen. Östlich angrenzend eine um 1600 errichtet kleine spätgotische Kapelle mit Portal und im Inneren farbig gefasstes Epitaph des Dietrich Diede zum Fürstenstein. |                 | 39961 DDB  |
| Bild gesucht BW                                                      |                                            | Teichstraße LageFlur: 2, Flurstück: 111                              | |                 | 924028 DDB |
| Bild gesucht BW                                                      | Fachwerkgebäude                            | Tulpenweg 1 LageFlur: 5, Flurstück: 50/1, 97/49                      | |                 | 39950 DDB  |
| Bild gesucht BW                                                      | Einhaus Tulpenweg 4                        | Tulpenweg 4 LageFlur: 5, Flurstück: 54/1                             | |                 | 39965 DDB  |

## Ehemalige Kulturdenkmäler
| Bild            | Bezeichnung      | Lage             | Beschreibung | Bauzeit | Objekt-Nr. |
| --------------- | ---------------- | ---------------- | ------------ | ------- | ---------- |
| Bild gesucht BW | Fachwerkwohnhaus | Fährgasse 1 Lage |              |         |            |